# Salwa Bakr

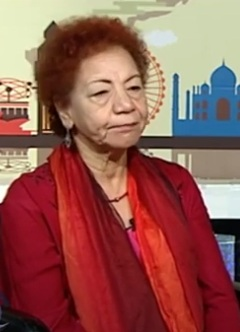
Salwa Bakr (1949-nay)

Salwa Bakr (sinh năm 1949) là nhà phê bình, nhà báo và tác giả người Ai Cập. Bà sinh ra ở quận Matariyya, Cairo năm 1949. Cha của bà là một công nhân đường sắc. Bà học ngành kinh doanh tại Đại học Ain Shams, lấy bằng cử nhân vào năm 1972. Bà nhận thêm tấm bằng cử nhân khác ở lĩnh vực phê bình văn học năm 1976, trước khi bắt tay vào sự nghiệp báo chí. Bà làm việc với tư cách là nhà phê bình phim và các vở kịch cho nhiều tờ báo và tạp chí Ả Rập khác nhau. Bakr sống ở Síp vài năm với chồng trước khi bà trở về Ai Cập vào khoảng giữa những năm 1980.
Cha của Bakr mất sớm, khiến cho mẹ bà trở thành một người đàn bà goá chồng nghèo khó. Tác phẩm của bà thường đề cập đến cuộc sống của người nghèo khổ và bị thiệt thòi. Năm 1985, bà cho phát hành tuyển tập truyện ngắn đầu tiên Zinat tại tang lễ của Tổng thống, tác phẩm ngay sau đó đã đạt được thành công. Bà cũng đã xuất bản thêm một vài tuyển tập truyện ngắn sau đó. Cuốn tiểu thuyết đầu tay của bà mamg tên Wasf al-Bulbul (1993).
Salwa Bakr kết hôn, sinh con và hiện sống tại Cairo.

## Bản dịch
Những quyển sách của Bakr đã được dịch sang nhiều ngôn ngữ châu Âu khác nhau gồm có tiếng Tây Ban Nha, tiếng Pháp và tiếng Ba Lan. Tác phẩm của bà cũng xuất hiện trên tạp chí Banipal, Words Without Borders và trong một số tuyển tập tiếng Anh.
Một phần bản dịch tiếng Anh các tác phẩm của cô bao gồm:
- The Man from Bashmour - biên dịch bởi Nancy Roberts
- The Golden Chariot - biên dịch bởi Dinah Manisty
- The Wiles of Men and Other Stories - biên dịch bởi Denys Johnson-Davies
- Such a Beautiful Voice - biên dịch bởi Hoda El Sadda

## Giải thưởng và sự đón nhận
The Man from Bashmour được xướng tên trong số 100 quyển tiểu thuyết bằng tiếng Ả Rập hay nhất trong Liên minh các nhà văn Ả Rập. Năm 1993, bà thắng giải Giải thưởng Văn học Deutsche Welle của Đức.